# Juin 1835

## Événements
- Rupture du traité de 1834 entre la France et Abd el-Kader. Le général Camille Trézel, qui succède à Desmichels décide de marcher sur Mascara, siège du gouvernement de l’émir, mais est contraint de se replier sur Arzew.

- 1er juin : exil du prétendant à la couronne d'Espagne Don Carlos.Ses partisans continuent la guérilla.

- 5 juin, France : loi qui confère aux Caisses d’épargne la qualité de personnes civiles pouvant recevoir des dons et legs ; une seconde loi de mars 1837 charge la caisse des dépôts et consignations de recevoir et d'administrer les fonds que les caisses d'épargne seraient admises à placer au trésor.

- 15 juin : Francisque de Corcelle, aide de camp en 1830 de La Fayette, dont il a épousé l'une des petites-filles en 1831 et dont il éditera les Mémoires en 1837, publie une recension de De la démocratie en Amérique de Tocqueville dans la Revue des deux Mondes. Les deux hommes se lient d'amitié.

- 16 juin : traité du camp des Figuiers Valmy (El Karma) entre le général Camille Trézel et Mustapha Ben Ismaïl le chef des Douairs, Benaouda Mazari le chef des Zmala et Kadour Ben El Morsly le chef des Beni Aâmer (nomades). Les Douairs et les Zmalas se reconnaissent sujets, tributaires et soldats de la France. Ce traité est source de conflit, les tribus des Zmalas et des Douairs refusant de payer la zakât (Achoura) à l'émir Abd el-Kader. D’après les anciens, les Oranais maudissaient les Zmalas et les Douairs (allah yan’aal zmalas oua douairs wine ma tlakou).

- 24 juin, France : première édition de la course hippique française du Prix du Jockey Club, à Chantilly.

- 26 juin : victoire d'Abd el-Kader dans la forêt de Mousa-Ismaël.

- 28 juin, Algérie : au défilé de la Macta, l’armée du général Trézel, prise en embuscade, est battue par les troupes d’Abd El-Kader.

## Naissances
- 2 juin :
  - Adolf Michaelis (mort en 1910), archéologue et universitaire allemand.
  - Giuseppe Melchiorre Sarto, futur pape Pie X († 20 août 1914).
- 3 juin : Manuel Antonio Caro, artiste chilien († 14 juillet 1903).
- 18 juin : Henry du Boucher, paléontologue, minéralogiste et géologue français († 17 janvier 1891).
- 24 juin : Johannes Wislicenus (mort en 1902), chimiste allemand.
- 27 juin : Ottó Herman, scientifique et homme politique hongrois († 1914).

## Décès
- 12 juin : Edward Troughton (né en 1753), fabricant d'instruments scientifiques britannique.
- 15 juin : Bonaventure Niemojowski (né en 1787 - mort 1835), avocat, écrivain et homme politique polonais.